# Судзуки и Сочувствующие
«Судзуки и Сочувствующие» — музыкальный лирический проект лидера группы Тринадцатое Созвездие Дмитрия «Судзуки» Судзиловского.

## Предыстория…
Журнал Авто Звук #02’2009
Проект «Судзуки и Сочувствующие» был задуман и реализован лидером группы Sozvezdие (Тринадцатое Созвездие) Дмитрием Судзиловским. Поводом тому стало написание некоторого количества лирических песен о любви, которые никак не вкладывались в концепцию рок коллектива Sozvezdие. Написание же этих песен было спровоцировано любовной историей, произошедшей с Дмитрием, когда он нашёл (спустя 18 лет) девушку, в которую был влюблён во время прохождения службы в Советской Армии. Для этого пришлось совершить авантюрную поездку в город Тернополь, которая (несмотря на абсурдность и маловероятность этого) спровоцировала новый роман. Следующие свидания были уже не в Тернополе, а в Стамбуле (Константинополе), городе с уникально богатой историей. Экс столице двух империй, одной из которых (Византийская Империя) восторгался весь Старый Свет, а другая (Османская Империя) наводила панический страх. Именно этот город (а точнее свидание в нём) и легло в основу сюжета заглавной песни первого альбома проекта (а может быть и заглавной песни всего проекта «Судзуки и Сочувствующие») — «В Самом Сердце Византийской Империи»

## Альбом «Точка Невозврата»
Альбом «Точка Невозврата» (Судзуки и Сочувствующие) состоит из пятнадцати песен о любви. Он и стал итогом этой любовной истории, так как большинство песен для него и было написано в этот период и об этом. Песни эти носят разный характер, и разное настроение:
 Композицию альбома можно условно поделить на несколько категорий. Первое и главное — это романтика: песни о встречах и расставаниях с девушкой, которую Судзуки любил много лет, о красоте мира, который окружает два любящих сердца. Второе — это крик души, а порой и мольба о помощи в безвыходной ситуации. И, наконец, третье — это старые песни, посвященные все той же девушке. Сочинялись они много лет назад и, конечно, отличаются юношеской пылкостью и непосредственностью, в чем и заключается их прелесть Журнал Авто Звук #02’2009
А песни в этот период, по признанию самого Дмитрия писались легко и много. Когда человек влюблён, то и пишется легко. Правда, настроение песен (как видимо и настроение самого автора в тот период) меняются, причём порой полярно. За короткий период были написаны такие песни, как:
- В Самом Сердце Византийской Империи
- SMSы
- Ты разрешаешь мне любить другую
- Романс
- Ответ
- Взрослая любовь
- Двуспальная кровать

Тогда и появилась идея записать альбом, полностью состоявший из песен о любви.
 Но вот что интересно, Судзуки всю свою сознательную музыкальную жизнь занимался рок-музыкой — тяжелой и не очень. Группа, возглавляемая им, поменяла название с «Тринадцатого Созвездия» на лаконичное — «Sozvezdие» и обрела популярность в кругах почитателей отечественного рока. Судзуки никогда не придерживался четкой музыкальной колеи, смело экспериментировал со стилями и направлениями, но всегда ставил во главу угла Песню. Несмотря на всю эклектичность альбомов «Sozvezdия», задуманный лирический проект, по мнению артиста, никак не вписывался в рамки фирменного саунда группы. И хотя «товарищи по несчастью», объединившиеся в работе над новым материалом, все до единого — рок-музыканты, стало ясно, что это уже не рок, а что-то другое. Нечто гораздо более легкое и романтичное. Бывший гитарист «Тринадцатого Созвездия», а ныне музыкант группы «7Б» Андрей Белов предложил на первый взгляд странное и в то же время ироничное название — «Судзуки & сочувствующие»
Журнал Авто Звук #02’2009
Действительно, вновь написанные песни никак не вкладывались в концепцию рок альбома, и рок-группы вообще. И тогда было решено создать новый проект, название которому тут же и придумали — «Судзуки и Сочувствующие». Ещё одной отличительной чертой вновь появившегося проекта стало то, что он не имел чёткого состава музыкантов. К работе в студии привлекались разные (более или менее известные) музыканты, каждый из которых вкладывал частичку своего творчества в альбом.
 Самое интересное, что многие музыканты, принявшие участие в записи альбома Судзуки «Точка невозврата», проявили себя в совершенно неожиданном амплуа. Так, например, фронтмен известного ансамбля мотологической музыки «Тайм-Аут» Павел Молчанов, обычно предстающий перед глазами зрителей орущим веселые песни в дуэте со вторым мотологом Александром Минаевым, выступил в роли лиричного джазового саксофониста. Павел оказался уникальным музыкантом. По его словам, он учился играть практически на каждом инструменте, который когда-либо попадался ему в руки. Целый год он осваивал арфу и добился немалых успехов. Правда, руки поначалу стирались в кровь. На саксофоне Павел играет не больше года, но создается впечатление, что он с ним родился. Все соло на этом альбоме записаны им с первого дубля. В повторных дублях просто не было необходимости — настолько чисто и душевно Павел исполнял на саксофоне свои партии.
Известный московский панк Колян Богданов — лидер группы «Фантастика» и по совместительству бас-гитарист «Наива» — на пластинке, кроме басовых партий, сыграл депрессивное соло на рояле. Колян Богданов не единственный панк, принявший участие в записи. Следующим по списку идет трубач популярнейшей Нижегородской ска-панк-команды «Элизиум» Саша Комаров, более известный как «Комар». Это не первый опыт сотрудничества Комара и Судзуки. В последнем альбоме «Sozvezdия» «Принцип жесткой нарезки» Комар успел отметиться в одной композиции в стиле ска-панк. В проекте «Судзуки & сочувствующие» не нашлось места ни для ска, ни для панка. Однако сам Комар утверждает, что «Точка невозврата» — это именно его музыка. Саше Комарову всегда нравилось играть джаз. И в музыкальном пространстве настоящего проекта он чувствовал себя как рыба в воде, а от записи получил огромное эстетическое и творческое удовольствие.
Не обошлось и без металлистов. Одна из самых популярных металлических групп страны «Эпидемия» пожертвовала на запись своего бас-гитариста Ивана Изотова. В студии Ваня рассказал, что эти песни очень понравились его маме…
Финал альбома украсил Рушан Аюпов. Этот музыкант в представлениях не нуждается. Его искрометный баян можно услышать на всех альбомах «Неприкасаемых», а также в других проектах Гарика Сукачева (например, «Боцман и Бродяга»). Рушан отметился и в записи легендарного альбома Анатолия Крупнова «Крупский со товарищи — чужие песни и несколько своих». И это далеко не полный послужной список музыканта. Даже неискушенный услышит, как стучат клапаны баяна под его пальцами: аюповский кураж запечатлен на альбоме в полном объеме. К сожалению, видео во время студийных сессий не снимали, а стоило бы — исполнение чрезвычайно зрелищное.
Удивительно талантливый музыкант Саша Чекушкин записал добрую половину всех гитарных партий для Сочувствующих. Интересно, что все его партии — это экспромт, родившийся в процессе студийной работы. Саша, прежде чем играть, даже не дослушивал песню до конца. Студия, тишина, запись… и гитарист приступает к импровизации, а Судзуки, сидя рядом, лишь подсказывает ему гармонию.
Журнал Авто Звук #02’2009
В итоге в альбоме приняло участие полтора десятка музыкантов:
- Павел Молчанов
- Колян Богданов
- Александр «Комар» Комаров
- Александр Чекушкин
- Рушан Аюпов
- Иван Изотов
- Михаил Митрофанов
- Андрей Белов
- Павел Сладков («Пафнутий Конфеткин»)
- Анатолий Басистый
- Дмитрий Стукалов («Менделеич»)
- Юлия Ховренкова
- Светлана Уварова
- Ян «Батя» Слуцкер
- Сергей Левченко

Композицию к песне «В Самом Сердце Византийской Империи» написал Георгий Арустамьян.
Кроме свежерождённых композиций в альбом вошли три песни, написанные давно, ещё в 1988 году, когда «Судзуки» ещё проходил службу в армии. И посвящены они тогда были всё той же девушке. Это песни:
- Километры
- Луч Последний
- Свет фонарей

Пять песен, замыкающие альбом, конкретного отношения к этой истории не имеют. Но они имеют отношения к теме женщин и любви. Это песни, написанные в разный период, и уже (кроме одной) входившие в ранние альбомы Тринадцатого Созвездия. Это песни:
- Пилигрим
- Птичьи Слёзы
- Вальс (Одиночество)
- Рога
- Научи меня летать

 В альбоме есть еще композиции, которые не имеют прямого отношения к этой истории, рожденные в самые разные периоды жизни Судзуки. К примеру, одну песню музыкант сочинил еще в школьные годы, он тогда учился в 8-м классе. Одноклассница попросила Судзуки придумать романтическую историю. Получилась по-детски наивная песня («Птичьи Слёзы»), которая, тем не менее, органично вплелась в концепцию альбома наряду со зрелой любовной лирикой
Журнал Авто Звук #02’2009
Название альбому было дано «Точка Невозврата». По словам самого Дмитрия это та точка, когда чувства и эмоции находятся на крайней стадии: ещё шаг, и станет всё равно. Последние песни для этого проекта, как вспоминает Дмитрий, были написаны именно в таком состоянии.
Интересно, что первый тираж альбома вышел в свет, как музыкальное приложение к двум популярным журналам — «Audio Video» и «Авто Звук» (февраль 2009 года)
Весной того же (2009) года альбом вышел на дисках в подарочном издании (картонный DJ-Pack)
 Главным своим достижением за этот (2008—2009) год сам Судзуки считает проект «Судзуки и Сочувствующие», и записанный (под этим брендом) альбом «Точка Невозврата». Это работа совершенно другого музыкального направления. Шансон альбом, все песни в котором о любви. Записан по стопам реальной романтической истории, случившейся с Судзуки Starchat*ru
Первоначально проект «Судзуки и Сочувствующие» задумывался, как чисто студийный. Как принято говорить «без концертной истории». Но презентацию решено было всё-таки сделать. Состоялась она 7-го марта 2009 года, в Московском клубе Меццо-Форте.
Песня «В Самом Сердце Византийской Империи» вошла также в альбом группы Sozvezdие «Третий Рим», но уже в рок аранжировке. На этот вариант песни есть видеоклип.

## Книга «Точка Невозврата»
Через небольшое время, после выхода альбома «Точка Невозврата» Дмитрием Судзиловским была написана книга, под таким же названием. Несложно догадаться, что в ней описывается всё та же романтическая история любви. В книге две части (и 28 глав). Первая часть книге рассказывает о службе на полигоне «Сатанов», что находился на Западной Украине, в Тернопольской области, где и проходил службу Дмитрий Судзиловский с 1987 по 1989 год. И именно там (точнее в соседнем селе) он и познакомился с той самой девушкой. Служба на Полигоне в книге описана с юмором, так что даже, казалось бы, совсем невесёлые моменты армейских будней вызывают улыбку у читателя.
 «Хочу здесь оговориться, что из всех этапов моего жизненного пути я запоминаю только хорошие и весёлые моменты. И только о них и рассказываю. Поэтому, прочтя это моё повествование, у вас может сложиться мнение, что на полигоне мы только тем и занимались, что пили, ходили в самоходы, флиртовали с девчонками и продавали дрова. Но, мне кажется, что будет очень скучно читать про то, как мы строились на построении и шли на работу. Как выполняли какие-то свои прямые обязанности, и как выясняли отношения с офицерами.» Д. Судзиловский. Книга «Точка Невозврата». Глава 11 «Суровые армейские будни»
Глава же, где любовному армейскому роману приходит неожиданный конец, по иронии судьбы получилась под номером «13». И название ей было дано — «Несчастливая».
Вторая же часть книги посвящается роману номер два, произошедшему спустя 18 лет. А именно — двум романтическим свиданиям в Стамбуле («В Самом Сердце Византийской Империи»), и не только.
Отголоски этой истории слышны и в последующих работах «Судзуки и Сочувствующих», и группы «Sozvezdие». Так в альбоме «Я в пути» есть песня «Если я до сих пор не умер без тебя», а в альбоме Sozvezdия «Реабилитация Мозга», в песне «Узнаю тебя по вкусу» есть такие строчки:
И пускай с другой ещё вчера

Я гулял в столице двух империй

Но любовь — со временем игра

И я вижу, побеждает время
Д. Судзиловский «Узнаю тебя по вкусу»

## Альбом «Я в пути»
Изначально задумывая проект «Судзуки и Сочувствующие» Дмитрий Судзиловский не думал, что после «Точки Невозврата» у него будет продолжение. Но воодушевлённый успехом первого альбома, Дмитрий решил проект не закрывать, и задумался о втором альбоме. Появилось желание переиграть некоторые песни из старого репертуара Тринадцатого Созвездия в таком новом «облегчённом» звучании.
 Второй же альбом проекта Судзуки и Сочувствующие получился на 80% состоящий из старых песен репертуара Тринадцатого Созвездия 90-х годов. Но зазвучали они по-новому. В таких аранжировках их ещё никто не слышал. Шансон, с отклонениями в Джаз, Реггей, Босанову, Кантри и т.д., с использованием разных инструментов (баян, саксофон, трубы, виолончель и (даже) балалайка). Есть в альбоме и новые песни. Одна из них «Если я до сих пор не умер без тебя» как бы продолжает, а точнее замыкает собой историю, воспетую в первом альбоме. Альбом называется «Я в Пути», по заглавной песне. Но дело не только в заглавной песне. Этот альбом насквозь пронизывает тема дорог и путешествий. И самая яркая песня на эту тему, это тоже новая песня «В движении есть жизнь». Написал её Судзуки летом 2010 года, когда совершил поездку на собственном автомобиле в гости, к армейским друзьям. За две недели было проделано более 10 тысяч километров по России (Поволжью, Уралу, Сибири) и Казахстану. Восточными точками путешествия стали Барнаул, Красноярск, Абакан и Минусинск. Об этом и песня, которая решена в стиле цыганочки. А реализовать эту идею цыганочки помогли музыканты цыганского ансамбля «Кар-Мен» Андрей Джелакаев, Борис Тарасов и Земфира Молдавская
Портал «Коммуналка» (недоступная ссылка)
Список музыкантов, принявших участие в записи этого альбома, также велик:
- Иван Изотов — бас
- Павел Сладков («Пафнутий Конфеткин») — гитара
- Павел Молчанов — Саксофон
- Рушан Аюпов — баян
- Мирза Мирзоев — труба и рояль
- Александр Козловский — виолончель
- Сергей «Барсик» Шумов — балалайка
- Александр Чекушкин — гитара
- Александр Гончаренко — гитара
- Марина Колдаева (Алёхова) — бэк вокал
- Олег Иваненко — бэк вокал
- Дмитрий «Менделеич» Стукалов — бас в песне «В движении есть жизнь»
- Андрей Джелакаев — гитара в песне «В движении есть жизнь»
- Борис Тарасов — скрипка в песне «В движении есть жизнь»
- Земфира Молдавская — вокал в песне «В движении есть жизнь»
- Сергей Левченко — см. ниже

К этому времени Павел Молчанов уже покинул ансамбль Тайм-Аут, а Иван Изотов играл уже не в Эпидемии, а в проекте Radio Чача. После выходя альбома «Точка Невозврата», в котором Ваня также принимал участие, он сказал, что наконец-то его мама поняла то, чем он занимается. «Мама слушает тот диск постоянно» — признался Ваня.
Мастеринг обоих альбомов проекта «Судзуки и Сочувствующие» сделал фронтмен ансамбля «Приключения Электроников» Андрей Шабаев.
Дизайн для альбома «Я в Пути» — действующий бас гитарист группы «Sozvezdие» Кирилл Горохов. Как и первый альбом проекта, диск «Я в пути» вышел в подарочном издании (картонный DJ-Pack).
 Но больше всех к музыке этого альбома (как и предыдущего) приложился действующий барабанщик SOZVEZDИЯ — Сергей Левченко. Кроме партий барабанов, клавишей, перкуссий и некоторых гитар он также является автором почти всех аранжировок, и двух музыкальных композиций на альбоме Портал «Коммуналка» (недоступная ссылка)

## Сергей Левченко
Этого человека необходимо выделить отдельно, так как он выступил в записи обоих альбомов в роли главного «сочувствующего».
 Основным «Сочувствующим» (и соавтором некоторых песен) … выступил барабанщик нынешнего состава SOZVEZDИЯ — Сергей Левченко Starchat*ru
Сергей Левченко является барабанщиком группы Тринадцатое Созвездие c 2006 года. Но в записи двух альбомов проекта «Судзуки и Сочувствующие» его участие не ограничилось игрой на барабанах.
 В роли Главного Сочувствующего выступил барабанщик нынешнего состава «Sozvezdия» Сергей Левченко. Но игрой на барабанах его участие в проекте не ограничилось — Сергею принадлежат многие партии гитар, бас-гитары, клавишных, перкуссии. Он также является автором всех аранжировок и даже некоторых музыкальных композиций. В студии не раз возникало ощущение, что этот виртуоз способен играть буквально на всем!
Журнал Авто Звук #02’2009
Сергей явился саунд-продюсером обоих альбомов проекта. Ему принадлежат все аранжировки, а также авторство некоторых композиций (музыки):
- SMSы
- Ты разрешаешь мне любить другую
- Романс
- Взрослая Любовь
- Двуспальная кровать
- Если я до сих пор не умер без тебя
- Про Магомеда с горой поговорку я знаю ….

Надо отметить, что Сергей так удачно находил музыкальное сопровождение к уже написанным стихам Дмитрия, что создаётся полное ощущение того, что и музыку и слова написал один человек.
На записи обоих альбомов Сергей Левченко прописал партии: ударных, многих гитар, бас гитару на некоторые песни, клавишные, перкуссии. Сведение и запись (звукорежиссура) обоих альбомов тоже дело рук Сергея Левченко.
Можно сказать, что проект «Судзуки и Сочувствующие» является совместным проектом Сергея Левченко и Дмитрия Судзиловского («Судзуки»)

## Альбом «Песня без Берегов»
В 2021 году свет увидел третий альбом проекта «Судзуки и Сочувствующие» — Песня без Берегов. В нём собраны песни, записанные в характерном для проекта звучании с 2019 по 2021 год (включая несколько известных композиций группы Тринадцатое Созвездие, исполненных под один рояль). Тогда же Дмитрий Судзиловский в своих социальных сетях сообщил, что он объединяет дискографию группы Тринадцатое Созвездие и проекта «Судзуки и Сочувствующие» в одну.

## Участники
- Дмитрий Судзиловский
- Сергей Левченко
- Павел Молчанов
- Иван Изотов
- Рушан Аюпов
- Павел Сладков («Пафнутий Конфеткин»)
- Александр Чекушкин
- Мирза Мирзоев
- Николай «Колян» Богданов
- Александр «Комар» Комаров
- Андрей Белов
- Дмитрий «Менделеич» Стукалов
- Михаил Митрофанов («Майкл»)
- Ян «Батя» Слуцкер
- Анатолий Басистый
- Юлия Ховренкова
- Светлана Уварова
- Георгий Арустамьян — музыка к песне «В Самом Сердце Византийской Империи»
- Александр Козловский
- Сергей «Барсик» Шумов
- Александр Гончаренко
- Марина Колдаева (Алёхова)
- Олег Иваненко
- Андрей Джелакаев
- Борис Тарасов
- Земфира Молдавская
- Степан Житнов
- Амир Валеев
- Андрей Шабаев (Шабаев-Маркин) — мастеринг

## Дискография

### «Точка Невозврата» (2008)
- В Самом Сердце Византийской Империи
- Километры
- SMSы
- Ты разрешаешь мне любить другую
- Луч последний
- Романс
- Ответ
- Взрослая Любовь
- Двуспальная Кровать
- Свет Фонарей
- Пилигрим
- Птичьи Слёзы
- Вальс
- Рога
- Научи меня летать

### «Я в пути» (2010)
- Я в Пути
- Цветной Дом
- Дом (памяти отца)
- Дни становятся длинней, а юбки короче
- Но если я до сих пор не умер без тебя
- Неспетая песня
- В движении есть жизнь
- Про Магомеда с горой поговорку я знаю
- Полигон
- Сто дней до приказа
- Дембельская весна
- Ярило
- Новые края
- Я проснулся утром, на рассвете

### «Песня без берегов» (2021)
- Песня без берегов
- Шансон играют рокера
- Неудачник
- Театр
- Леди
- Километры
- А я в вас давно влюблён
- Пошлость
- Ангел
- Я в пути
- Нет печальней на земле повести (бонус трек)
- Триста лет (бонус трек)

## Видео
- Ярило
- Полигон
- В движении есть жизнь (экспромт выступление на дне рождения Андрея Селиванова)
- В самом сердце Византийской Империи
- А я в вас давно влюблён
- Шансон играют рокера
- Километры
- Песня без берегов